# Orthotrichia costalis
Orthotrichia costalis är en nattsländeart som först beskrevs av Curtis 1834.  Orthotrichia costalis ingår i släktet Orthotrichia och familjen smånattsländor. Arten är reproducerande i Sverige. Inga underarter finns listade i Catalogue of Life.